# Agitazione psicomotoria
L'agitazione psicomotoria è uno stato di tensione interiore che si può manifestare con un eccesso di attività motoria, in genere non finalizzata, non produttiva e tendenzialmente ripetitiva. I soggetti affetti da agitazione psicomotoria tendono spesso a camminare avanti e indietro e impossibilitati a stare fermi o seduti. Si caratterizzano per l'irrequietezza, il torcersi le mani e il manipolare continuamente vestiti o altri oggetti.
Lo stato di tensione dei soggetti li spinge a effettuare movimenti concitati ed esagitati che non prevedono alcuno scopo o finalità.
Nei casi più gravi il soggetto in stato di agitazione psicomotoria presenta un'evidente aggressività, per lo più eterodiretta, ma talvolta anche autoaggressività.

## Cause
- Neurologiche
- Psichiatriche
- Cardiovascolari
- Respiratorie
- Metaboliche
- Tossiche

I soggetti che abusano di farmaci e droghe (ad esempio stimolanti, cocaina, amfetamina, alcool) si esprimono talvolta con uno stato di agitazione psicomotoria oltre che con stato confusionale. In genere si registrano comportamenti violenti e aggressivi nei confronti sia di cose sia di persone.
In traumatologia e medicina d'emergenza-urgenza è noto che l'agitazione psicomotoria può essere il primo segnale di una emorragia occulta o di ipossiemia e quindi di riduzione di apporto di sangue e ossigeno al sistema nervoso centrale.
L'ipossiemia può essere secondaria a ipossia respiratoria (patologie respiratorie, ictus cerebri, intossicazione da fumo o monossido di carbonio), oppure a riduzione della perfusione ematica del cervello (tipicamente in soggetti con malattie cardiovascolari). L'anemizzazione grave può anch'essa condurre a ipossiemia e quindi ad agitazione psicomotoria.
Il paziente affetto da sindrome coronarica acuta spesso presenta all'esordio agitazione psicomotoria associata a sudorazione algida, angoscia e sensazione di morte imminente.
In caso di trauma cranico l'agitazione psicomotoria tipicamente fa seguito alla perdita di coscienza e si associa alla confusione mentale, difficoltà di comprensione, ripetizione esasperata dei medesimi concetti e domande.
Questa sintomatologia si correla sia al danno cerebrale da ridotto apporto di ossigeno, sia alla ridotta perfusione cerebrale che spesso comporta l'emorragia associata al trauma.
Alcune forme di demenza senile, quale la malattia di Pick, possono ingenerare questa patologia. 